# Наводнение в Иркутской области (2019)
Наводне́ние в Ирку́тской о́бласти 2019 го́да — затопление с человеческими жертвами, произошедшее в конце июня 2019 года в Иркутской области.
В пик паводка максимальный уровень реки Ия в городе Тулун поднимался до отметки 14 метров (при критической отметке 700 см), реки Ока в селе Ухтуй — на 10 метров, реки Уда в Нижнеудинске — на 2,5−3 метра, реки Белая в посёлке Мишелёвка — на 2,5 метра.
В конце июля 2020 года в Иркутской области вновь началось повышение уровня воды в реках. Управление МЧС по Иркутской области объявило об эвакуации жителей Тулуна, Уйгата, Кривуши, Красноозерского, Красного Октября и Евдокимовского. В зону подтопления попали Нижнеудинский, Черемховский, Тулунский, Шелеховский, Слюдянский, Зиминский районы.

## Причина
Доцент кафедры метеорологии и физики околоземного космического пространства, кандидат географических наук Инна Латышева назвала причиной мощного наводнения затяжные ливневые дожди, прошедшие в регионе. Наиболее интенсивный паводок наблюдался на реке Ия в Тулунском районе. За три дня, с 25 по 27 июня 2019 года, там выпало рекордное для территории области количество осадков — больше месячной нормы в 3,7 раз.
Заведующий лабораторией гидроэнергетических и водохозяйственных систем ИСЭМ СО РАН имени Мелентьева, доктор технических наук Вячеслав Никитин утверждал, что версия о влиянии на паводок Ангарского каскада ГЭС (в частности Братское водохранилище/Братская ГЭС, Иркутское водохранилище/Иркутская ГЭС) не получила своего подтверждения.

## Первая волна наводнения
25 июня
Началось повышение уровня воды в притоках реки Ангара. В Черемховском и Нижнеудинском районах был введён режим повышенной готовности. Был эвакуирован детский лагерь «Заря» (Нижнеудинский район, берег реки Уда). Были направлены спасатели с вертолётом Ми-8 и аэромобильной группы в Черемховский район.
26 июня
Уровень воды:
- Река Уда: при критических 320 см, к 7.00 составил 310 сантиметров (за сутки поднялся на 168 сантиметров), к 10.00 — 340 сантиметров.
- Река Бирюса: при критических 400 сантиметрах, на утро 26 июня — 390 сантиметров.

Подготовлен пункт временного размещения в посёлке Соляная.
В Нижнеудинске приведены в готовность четыре пункта временного размещения на 1000 человек.
В Тайшетском районе объявлен режим повышенной готовности из-за угрозы затопления Сереброво и Соляной. Направлена аэромобильная группировка ГУ МЧС России по Иркутской области. Идет подготовка, в случае опасности, к эвакуации населения в ближайшие населённые пункты.
МЧС предупреждает об угрозе подтопления пяти районов Иркутской области — Нижнеудинского, Тулунского, Зиминского, Шелеховского, Тайшетского.
В Нижнеудинске введён режим ЧС. В городе отключили водозаборы и электроснабжение.
Главное управление МЧС России по Иркутской области полным составом сил переведено в режим повышенной готовности.
27 июня
На утро оказались затоплены шесть населённых пунктов:
- На реке Уда: город Нижнеудинск, посёлки Шумский и Алыгджер Нижнеудинского района;
- На реке Бирюса: посёлки Сереброво, Соляная, Талая в Тайшетском районе.

На утро действуют режимы:
- ЧС: В Тайшетском и Нижнеудинском районах, городе Нижнеудинске
- Повышенной готовности: в Тулунском и Зиминском районах.

К 15.00 объявлен режим ЧС по всей Иркутской области.
На 28-30 июня продлен прогноз о повышении уровня воды для рек: Уда, Ия, Ока, Бирюса, Белая и Иркут.
К вечеру в Тулунском районе подтоплено более 190 домов в населённых пунктах: деревня Кривуша, село Уйгат, посёлок Аршан, деревня Евдокимова, деревня Харантей, населённые пункты Одон, Красноозёрский, посёлок Евдокимовский, деревня Евдокимово. Население эвакуировано.
28 июня
Сергей Меняйло, полномочный представитель Президента России в Сибирском федеральном округе направил телеграмму командующему войсками Центрального военного округа с просьбой помочь в эвакуации жителей подтопленных районов.
С мест постоянного проживания эвакуировано более 800 человек. Задействовано 17 пунктов временного размещения общей вместимостью более 6500 человек.
На утро 28 июня по данным МЧС, в 20 населённых пунктах подтоплено 2392 жилых дома и 2521 приусадебный участок.
ГУ МЧС России по Иркутской области, на 28-30 июня прогнозирует поднятие воды на реке Ие у Тулуна до 9,5-10,5 метра при критических 7 метрах.
В Иркутскую область вылетел глава МЧС Евгений Зиничев для координации работ по ликвидации последствий паводка.
29 июня

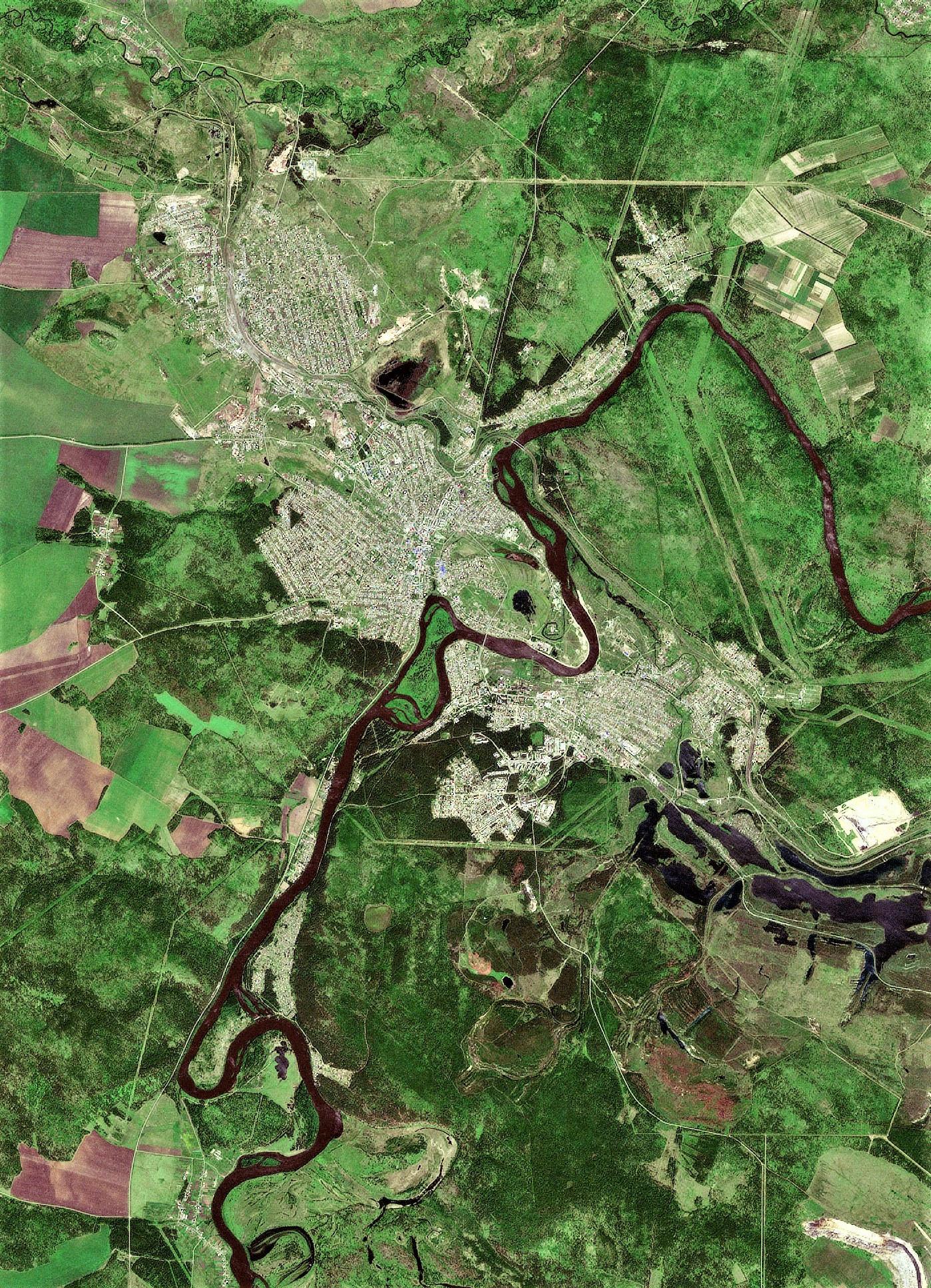
Космический снимок 19 июня 2019 года
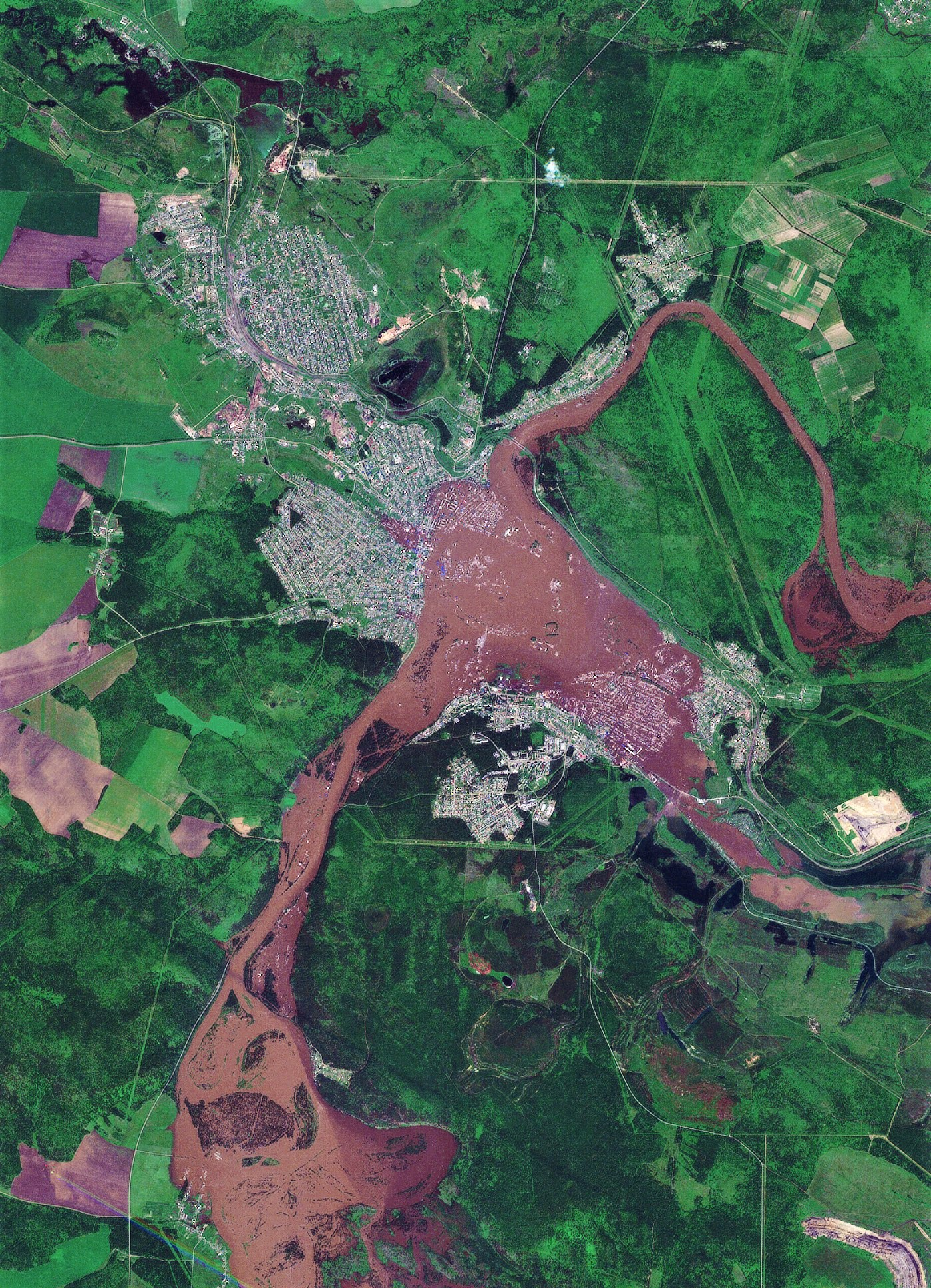
Космический снимок 29 июня 2019 года

На 01:00 по данным МЧС, подтоплен 31 населённый пункт в четырёх муниципальных районах — Нижнеудинском, Тайшетском, Тулунском и Чунском.
К полудню максимальный подъём уровня воды на реке Ия в районе города Тулун составил 13,8 м.
В пострадавший регион, чтобы оценить масштаб бедствия, прибыл президент России В. В. Путин.
30 июня
По данным на 30 июня, погибли пять человек, в больницы попали больше ста. Под водой оказались 4 тысячи домов в 31 населённом пункте.
1 июля
2 июля
Началось снижение уровня воды во всех зонах подтопления. Начались работы по ликвидации последствий паводка. Начаты работы по восстановлению электроснабжения. Есть угроза возникновения эпидемий, по мере освобождения территории от воды — предупреждение СЭС.

## Вторая волна наводнения
После схода первой волны наводнения уровень воды в русле реки Ия, на которой стоит город Тулун, стабилизировался на уровне около 500 см, при том что критической отметкой для данного места считается высота уровня воды 700 см.

### 27 июля
Однако во второй половине 27 июля в реке Ия начался интенсивный рост уровня воды. Если в 8:00 уровень реки составлял 490 см, то в 14:00 того же дня он составил 518 см.

### 28 июля
Издано официальное предупреждение о том, что «в связи с обильным выпадением осадков в ближайшее время ожидается повышение уровня воды в реке Ия выше критических отметок. Просим вас собрать личные вещи и документы и покинуть дома», покидающим свои дома было предложено прибыть в пункты временного размещения развёрнуты на лыжной базе «Снежинка», зале борьбы на ул. Сигаева, д/с «Теремок», ДЮСШ.
Критическая отметка 700 см была превышена в ночь с 28 на 29 июля 2019 года (на 0 часов 29 июля уровень воды составил 720 см).

### 29 июля
29 июля было опубликовано официальное предупреждение о том, что 29-30 июля ожидается повышение уровня воды на реках Ия, Иркут, Ока и её притоках. На р. Ия в районе г. Тулун до отметок 950—1050 см, при критической отметке 700 см, на р. Иркут в районе с. Баклаши до отметок 500—580 см при критической отметке 480 см, на р. Ока в районе с. Ухтуй до отметок 470—550 см, при критической отметке 470 см. Затопление населенных пунктов в поймах рек..
Возникла угроза подтопления города Тулуна и его инфраструктуры. По состоянию на 29 июля 2019 года в зоне подтопления находилась городская котельная, которая приостановила свою работу. На городском водозаборе были произведены разбор и вывоз резервного оборудования, коммунальные службы демонтировали оборудование для хлорирования воды в системе водоснабжения вследствие чего прекратилась подача питьевой воды, в водопровод подавалась только техническая вода, а населению было рекомендовано для питья использовать только бутилированную воду.
Согласно указу Губернатора Иркутской области начиная с 29 июля полностью запрещена продажа алкогольной продукции в городе Тулуне и Тулунском районе.
В конце дня уровень реки Ия составил 864 см, при этом критические уровни были превышены в реках Иркут, Тойсук, Зима, Кирей.

### 30 июля
В 05:30 30 июля 2019 года была закрыта федеральная трасса на участке, где располагается мост через реку Ия, это привело к изменению маршрутов городского транспорта. В связи с прекращением подачи в водопровод питьевой воды в 10 специально установленных местах города Тулуна были размещены водораздаточные машины-цистерны. Было прекращено функционирование канализационно-насосных станций № 3 и № 4, оборудование станций было демонтировано и станции были переведены в режим аварийного слива.
Было издано штормовое предупреждение о повышении уровня реки до 1050—1150 см и затоплении населённых пунктов в пойме реки.
На 12:00 30 июля уровень реки Ия составил 1016 см (на 316 см выше критического уровня), на тот же период времени критический уровень был превышен в реке Иркут (город Иркутск) на 6 см, реке Малая Белая 7 см, реке Ока (водомерный пост Ухтуй) на 8 см, реке Зима 77 см, реке Кирей 164 см, Икей 49 см.
Были запущены специальные бесплатные дополнительные электропоезда на маршруте Тулун-Азей и обратно по 7 поездов в сутки в каждую сторону.
К концу дня уровень реки Ия достиг 1118 см, что на 418 см выше критического уровня.

### 31 июля

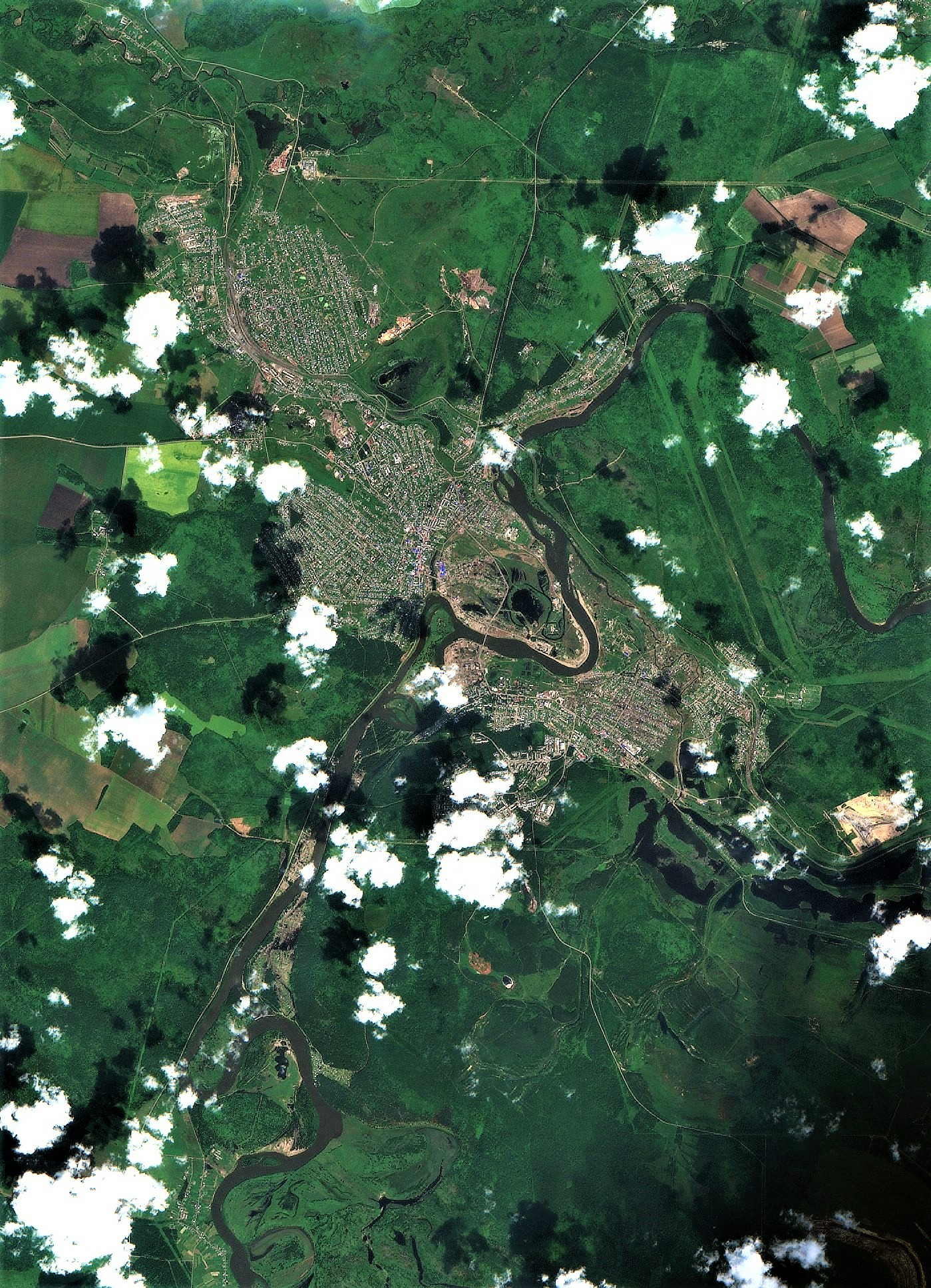
Космический снимок 19 июля 2019 года
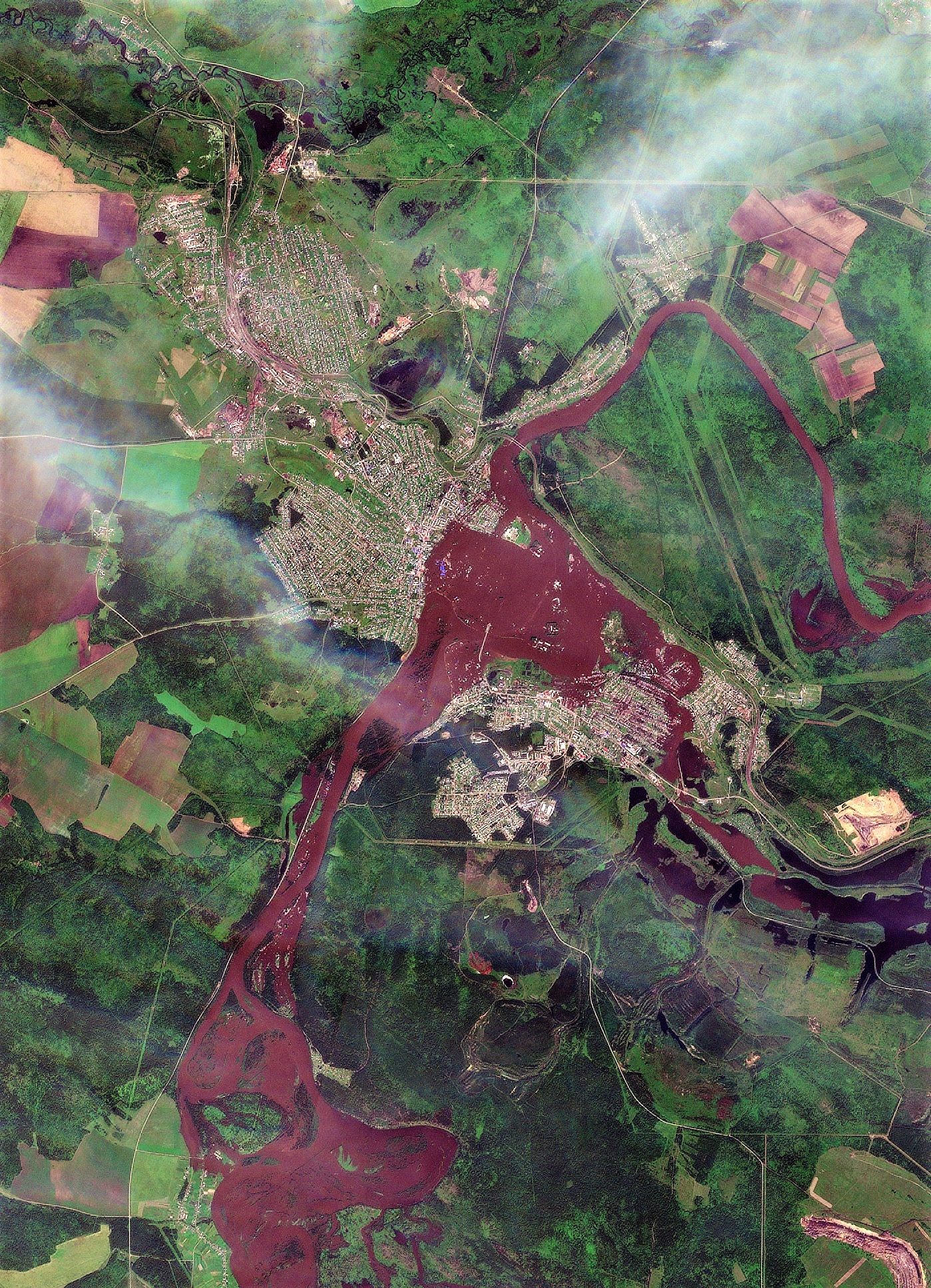
Космический снимок 31 июля 2019 года

Пик второй волны паводка был достигнут 4:00 — 6:00 31 июля 2019 года, когда уровень воды поднимался до 1125 см (на 425 см выше критического уровня).
По поручению Губернатора Иркутской области подписано постановление Правительства, которым устанавливается, что в 2019 году в Иркутской области за счёт средств областного бюджета гражданам, жилые помещения которых утрачены или признаны непригодными для проживания в результате чрезвычайной ситуации, сложившейся в результате паводка, предоставляется денежная компенсация расходов по найму (поднайму) жилых помещений на территории региона.
На конец дня уровень воды в реке Ия составил 1082 см (на 382 см выше критического уровня).

### 4 августа
МЧС России сообщило, что ситуация с подтоплением в Иркутской области начала стабилизироваться. Уровень воды в реке Ия снизился и находится ниже критической отметки.

## Последствия наводнения
Частично разрушена автомобильная инфраструктура. Было прервано движение по федеральной трассе Р-255 «Сибирь», входящей в состав автомобильного коридора Москва — Владивосток. Это единственная автодорога, связывающая центр России с Сибирью и Дальним Востоком. В зону подтопления попали десятки населённых пунктов. Подтоплено более 6700 жилых домов.

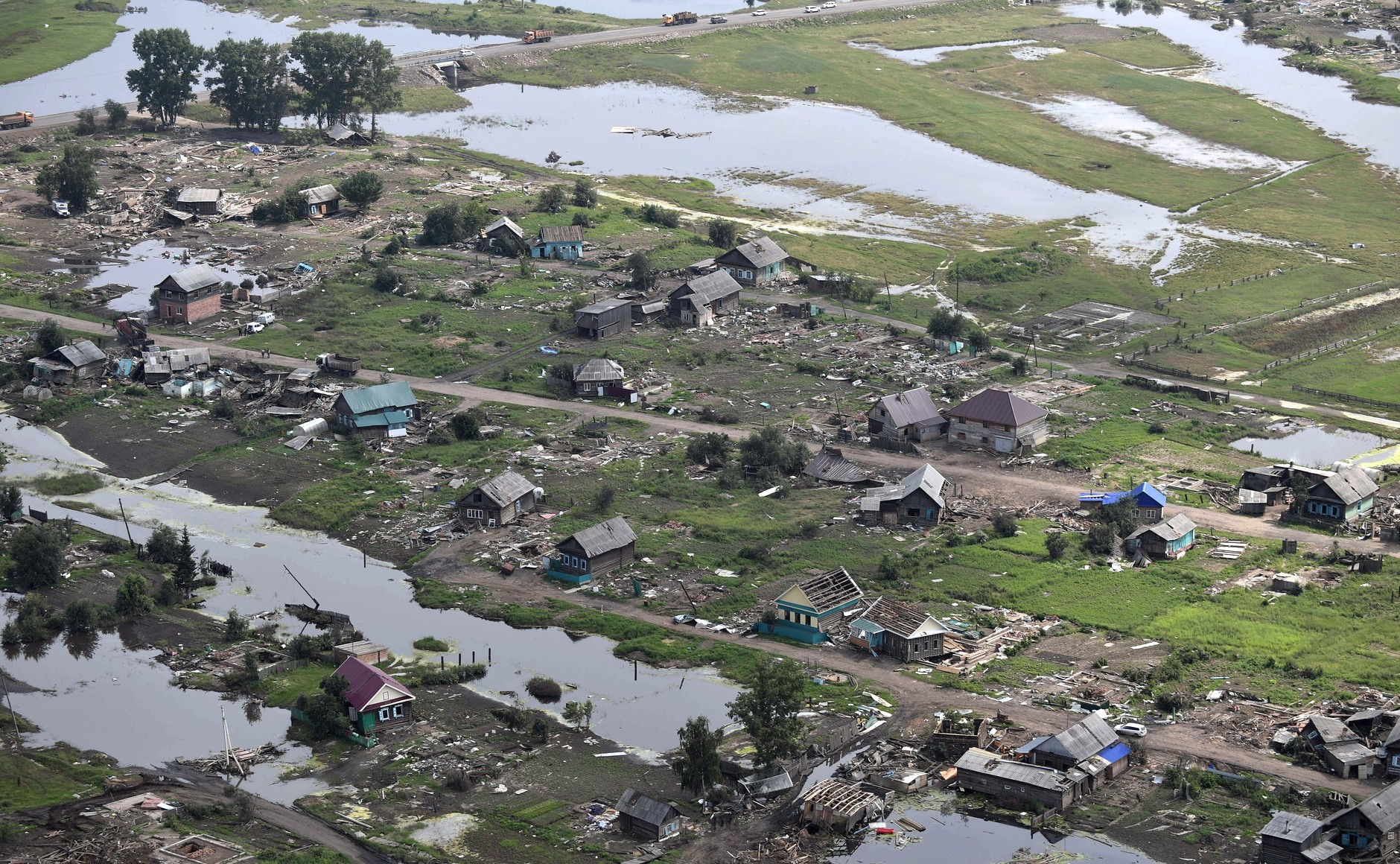
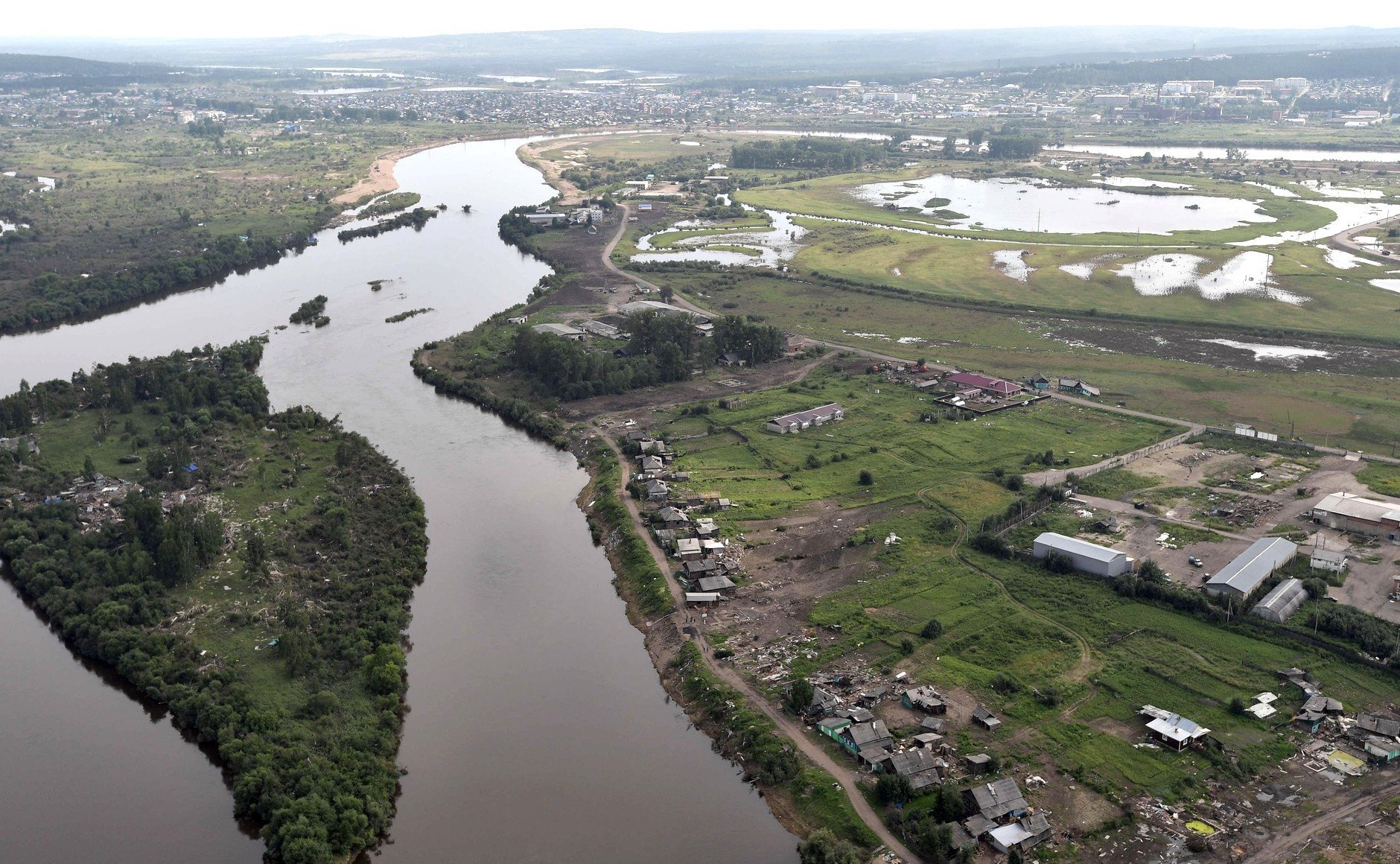
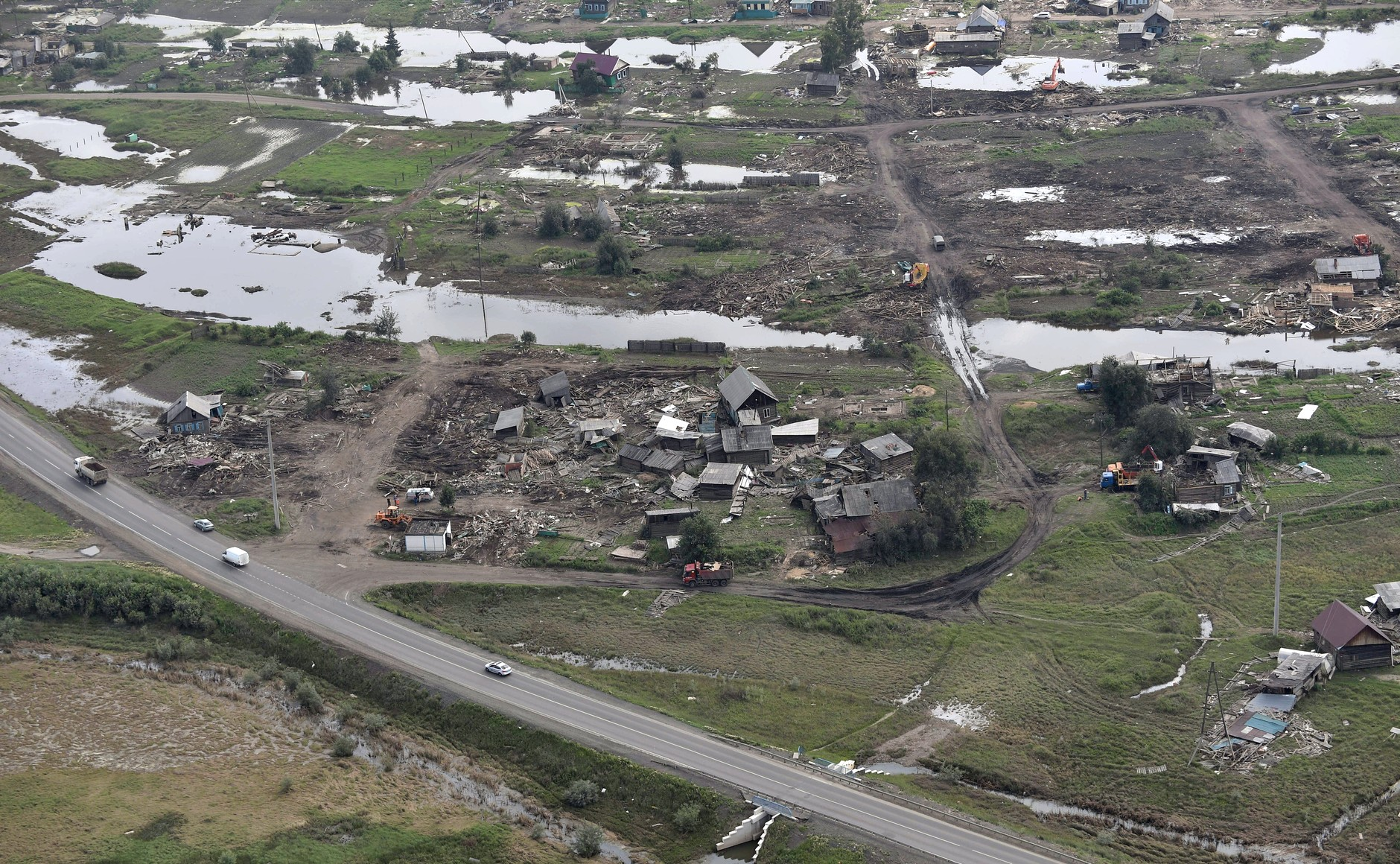
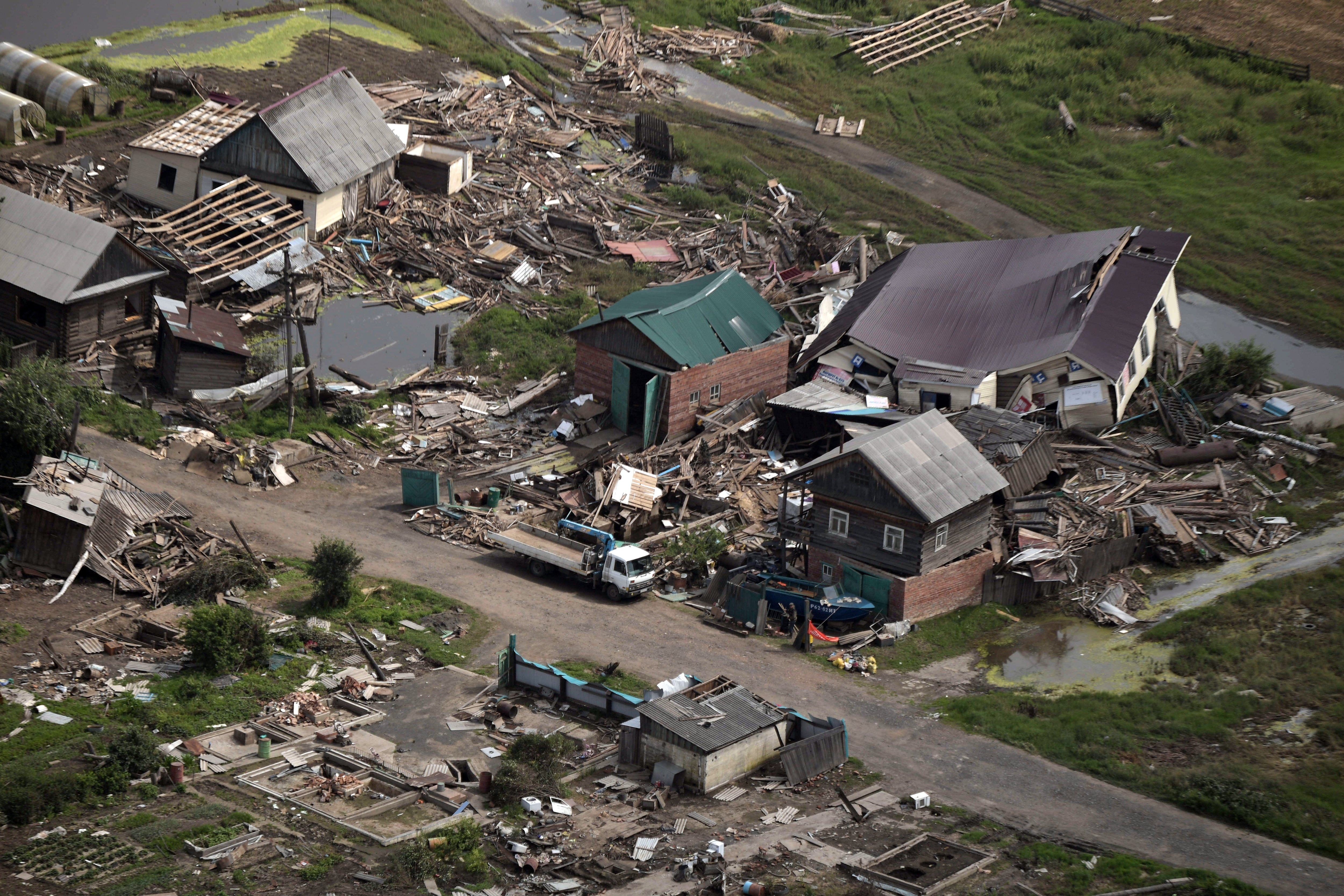

Из зон подтопления эвакуировали почти 2600 человек.
По данным на 30 октября 2020, из-за паводка погибло 26 человек, ещё 4 числятся пропавшими без вести.
В течение двух наводнений в Иркутской области были подтоплены 10890 жилых домов, из которых более 5,4 тыс. было снесено полностью. В первую волну наводнения в июне было подтоплено 109 населённых пунктов, в которых проживает 42,76 тыс. чел., в конце июля—августе во время второй волны наводнения были подтоплены 58 населённых пунктов, в которых проживали почти 5,5 тыс. человек.

## Помощь пострадавшим
Приняты решения:
- организовать разовые выплаты пострадавшим. При полной потере всего имущества полагается компенсация 100 тыс. руб. на человека, при частичной — 50 тыс. руб., кроме того, 10 тыс. руб. всем пострадавшим;[37]
- направить детей в летние лагеря;
- подготовить план действий по восстановлению жилья в кратчайшие сроки
- Региональный оператор «РТ-НЭО Иркутск» безвозмездно направил в зону бедствия 192 единицы необходимой техники и почти 300 человек для ликвидаций последствий наводнения.

3 июля 2019 года был подписан Указ Президента «О мерах по ликвидации паводка в Иркутской области».

## Оценка ущерба
По словам губернатора Иркутской области С. Г. Левченко, предварительный ущерб от наводнения составил 29 миллиардов рублей. Власти Иркутской области оценили ущерб в 31,2 миллиарда рублей.
26 августа на заседании правительственной комиссии по ликвидации последствий в Иркутской области первый министр строительства и ЖКХ Российской Федерации Леонид Ставицкий огласил общую сумму ущерба — 35 миллиардов 152 миллиона рублей. Из них более 20 миллиардов — ущерб инфраструктурным объектам и административным зданиям, около 10,8 миллиарда рублей — ущерб из-за утраты жилья, порядка 420 миллионов рублей — потери аграрного комплекса региона.

## Память
12 июля 2019 года Указом губернатора Левченко в Иркутской области объявлен днём траура и издан указ приспустить государственные флаги.

## СМИ о событии
Цифры и кадры с наводнения плотно в печатались в память каждого, благодаря СМИ, освещающим события тех дней. Было выпущено сотни статей, десятки фильмов и репортажей.
1. Фильм[43] «Тулунская рапсодия» журналиста Николая Текалова в двух частях:[44][45]
2. «Плывем по улице Ленина»: что жители Иркутской области рассказывают о наводнении[46]

## Выводы
8 июля председатель правительственной комиссии по ликвидации последствий наводнения вице-премьер Виталий Мутко потребовал уволить главу Нижнеудинского района С. Худоногова, который во время паводка занимался спасением лишь своего имущества, что было позже выполнено. Президент В. Путин 24 июля 2020 года раскритиковал работу губернатора Иркутской области С. Левченко во время наводнения. 12 декабря Левченко был снят с поста губернатора.
Власть Иркутской области сообщили о планах по устранению следов паводка к августу 2020 года.